# Xyccarph
Xyccarph is een geslacht van spinnen uit de  familie van de Oonopidae (dwergcelspinnen).

## Soorten
- Xyccarph migrans Höfer & Brescovit, 1996
- Xyccarph myops Brignoli, 1978
- Xyccarph tenuis (Vellard, 1924)
- Xyccarph wellingtoni Höfer & Brescovit, 1996